# Aglaja Veteranyi
Aglaja Veteranyi (Bucarest, 17 de maig de 1962 - Zúric, 3 de febrer de 2002) fou una escriptora i artista suïssa d'expressió alemanya i d'origen romanès.

## Vida
Nascuda en el si d'una família circense romanesa, on el pare era pallasso i la mare acròbata, ja acompanyava el pare des de 1965 als números còmics del circ. La família s'enfugí cap a Suïssa l'any 1979 i s'establí a Zuric, on Aglaja estudià art dramàtic des de 1979, abans d'encetar el 1982 una carrera com a actriu.
El seu primer projecte fou la troupe experimental "Die Wortpumpe" ("El brollador de mots") amb Rene Oberholz el 1993. L'any 1996 enraigà un nou projecte teatral dirigint ensems amb Jen Nielsen el grup de teatre "Die Engelmaschine" ("La màquina de fer àngels"). L'any 2002, poc abans de publicar la seva única novel·la, Warum das Kind in der Polenta kocht, se suicidaria. També és autora d'un volum de versos i d'algunes obres teatrals.
Warum das Kind in der Polenta kocht ("Per què bull el noi en polenta") és una història força autobiogràfica narrada per una adolescent que es defensa de la degradació que l'envolta mercès al seu barruf infantívol. Es tracta d'un llibre molt líric alhora que escrú. La protagonista és filla del pallasso i d'una artista que es fa penjar dels cabells al bell mig de la pista del circ. La seva germana gran la distreu del tràngol del número de la mare nit rere nit tot explicant-li la llegenda romanesa del nen que és bullit en polenta. D'aquesta manera totes dues aconsegueixen defugir la realitat i reinventar les seves vides damunt la base de l'absurd. La novel·la fou traduïda a diverses llengües i adaptada fins i tot al teatre dirigida per Katka Schroth.

## Obres
- Ein Totentanz, Zúric 1999
- Warum das Kind in der Polenta kocht ("Per què bull el nen en polenta"), Stuttgart 1999
- Das Regal der letzten Atemzüge, Stuttgart u.a. 2002
- Vom geräumten Meer, den gemieteten Socken und Frau Butter, Múnic 2004